# Mariusz Pełechaty
Mariusz Józef Pełechaty – polski biolog, dr hab. nauk biologicznych, profesor uczelni Instytutu Biologii Środowiska Wydziału Biologii Uniwersytetu im. Adama Mickiewicza w Poznaniu.

## Życiorys
W 1995 ukończył studia biologiczne na Uniwersytecie im. Adama Mickiewicza, 22 września 1999  obronił pracę doktorską Uwarunkowania siedliskowe fitocenoz Phragmitetum communis (Gams 1927) Schmale 1939 w antropogeniczne zróżnicowanych jeziorach Wielkopolski, 30 maja 2008  habilitował się na podstawie pracy zatytułowanej Skład i struktura roślinności a przestrzenna i czasowa heterogeniczność siedliskowa ekosystemu jeziornego o długotrwałym mieszaniu wód. 25 października 2019 uzyskał tytuł profesora nauk ścisłych i przyrodniczych.
Został zatrudniony na stanowisku profesora nadzwyczajnego w Instytucie Biologii Środowiska na Wydziale Biologii Uniwersytetu im. Adama Mickiewicza.
Jest członkiem Rady Dyscypliny Naukowej - Nauk Biologicznych Uniwersytetu im. Adama Mickiewicza w Poznaniu, oraz kierownikiem  Stacji Ekologicznej w Jeziorach  Uniwersytetu im. Adama Mickiewicza w Poznaniu.
Awansował na stanowisko profesora uczelni w Instytucie Biologii Środowiska na Wydziale Biologii Uniwersytetu im. Adama Mickiewicza w Poznaniu.